# Parastria reticulata
Parastria reticulata är en insektsart som beskrevs av Kenneth Hedley Lewis Key 1985. Parastria reticulata ingår i släktet Parastria och familjen Pyrgomorphidae. Inga underarter finns listade i Catalogue of Life.